# Eugalta albimarginalis
Eugalta albimarginalis là một loài tò vò trong họ Ichneumonidae.